# 2012–2013-as UEFA-bajnokok ligája (egyenes kieséses szakasz)
A 2012–2013-as UEFA-bajnokok ligája egyenes kieséses szakasza 2013. február 12-én kezdődött, és május 25-én ért véget a londoni Wembley Stadionban rendezett döntővel. Az egyenes kieséses szakaszban tizenhat csapat vett részt, amelyek a csoportkör során a saját csoportjuk első két helyének valamelyikén végeztek.

## Lebonyolítás
A döntő kivételével mindegyik mérkőzés oda-visszavágós rendszerben zajlott. A két találkozó végén az összesítésben jobbnak bizonyuló csapatok jutottak tovább a következő körbe. Ha az összesítésnél az eredmény döntetlen volt, akkor az idegenben több gólt szerző csapat jutott tovább. Amennyiben az idegenben lőtt gólok száma is azonos volt, akkor 30 perces hosszabbítást rendeztek a visszavágó rendes játékidejének lejárta után. Ha a 2x15 perces hosszabbításban gólt/gólokat szerzett mindkét együttes, és az összesített állás egyenlő volt, akkor a vendég csapat jutott tovább idegenben szerzett góllal/gólokkal. Gólnélküli hosszabbítás esetén büntetőpárbajra került sor.
A nyolcaddöntők sorsolásakor figyelembe vették, hogy minden párosításnál egy csoportgyőztes és egy másik csoport csoportmásodika mérkőzzön egymással. Az egyetlen korlátozás a sorsoláskor, hogy a nyolcaddöntőkben azonos nemzetű együttesek, illetve az azonos csoportból továbbjutó csapatok nem szerepelhettek egymás ellen. A negyeddöntőktől kezdődően ez a korlátozás nem volt érvényben. A döntőt egy mérkőzés keretében rendezték meg.

## Továbbjutott csapatok
| Színmagyarázat     |
| ------------------ |
| Kiemelt csapat     |
| Nem kiemelt csapat |

| Csoport   | Csoportelső         | Csoportmásodik |
| --------- | ------------------- | -------------- |
| A csoport | Paris Saint-Germain | FC Porto       |
| B csoport | Schalke 04          | Arsenal        |
| C csoport | Málaga CF           | AC Milan       |
| D csoport | Borussia Dortmund   | Real Madrid    |
| E csoport | Juventus            | Sahtar Doneck  |
| F csoport | Bayern München      | Valencia CF    |
| G csoport | FC Barcelona        | Celtic         |
| H csoport | Manchester United   | Galatasaray    |

## Ágrajz
|  | Nyolcaddöntők         | Nyolcaddöntők         | Nyolcaddöntők       | Nyolcaddöntők       | Nyolcaddöntők |   |                     | Negyeddöntők        | Negyeddöntők | Negyeddöntők | Negyeddöntők | Negyeddöntők |  |  | Elődöntők | Elődöntők | Elődöntők | Elődöntők | Elődöntők |  |  | Döntő | Döntő | Döntő |  |
|  |                       |                       |                     |                     |               |   |                     |                     |              |              |              |              |  |  |           |           |           |           |           |  |  |       |       |       |  |
|  | FC Porto              | FC Porto              | 1                   | 0                   | 1             |   |                     |                     |              |              |              |              |  |  |           |           |           |           |           |  |  |       |       |       |  |
|  | FC Porto              | FC Porto              | 1                   | 0                   | 1             |   |                     |                     |              |              |              |              |  |  |           |           |           |           |           |  |  |       |       |       |  |
|  | Málaga CF             | Málaga CF             | 0                   | 2                   | 2             |   |                     |                     |              |              |              |              |  |  |           |           |           |           |           |  |  |       |       |       |  |
|  | Málaga CF             | Málaga CF             | 0                   | 2                   | 2             |   | Málaga CF           | Málaga CF           | 0            | 2            | 2            |              |  |  |           |           |           |           |           |  |  |       |       |       |  |
|  |                       |                       |                     |                     |               |   | Málaga CF           | Málaga CF           | 0            | 2            | 2            |              |  |  |           |           |           |           |           |  |  |       |       |       |  |
|  |                       |                       | Borussia Dortmund   | Borussia Dortmund   | 0             | 3 | 3                   |                     |              |              |              |              |  |  |           |           |           |           |           |  |  |       |       |       |  |
|  | Sahtar Doneck         | Sahtar Doneck         | Borussia Dortmund   | Borussia Dortmund   | 0             | 3 | 3                   | 2                   | 0            | 2            |              |              |  |  |           |           |           |           |           |  |  |       |       |       |  |
|  | Sahtar Doneck         | Sahtar Doneck         |                     |                     |               |   |                     |                     |              | 2            |              |              |  |  |           |           |           |           |           |  |  |       |       |       |  |
|  | Borussia Dortmund     | Borussia Dortmund     | 2                   | 3                   | 5             |   |                     |                     |              |              |              |              |  |  |           |           |           |           |           |  |  |       |       |       |  |
|  | Borussia Dortmund     | Borussia Dortmund     | 2                   | 3                   | 5             |   | Borussia Dortmund   | Borussia Dortmund   | 4            | 0            | 4            |              |  |  |           |           |           |           |           |  |  |       |       |       |  |
|  |                       |                       |                     |                     |               |   |                     |                     |              |              |              |              |  |  |           |           |           |           |           |  |  |       |       |       |  |
|  |                       |                       | Real Madrid         | Real Madrid         | 1             | 2 | 3                   |                     |              |              |              |              |  |  |           |           |           |           |           |  |  |       |       |       |  |
|  | Real Madrid           | Real Madrid           | Real Madrid         | Real Madrid         | 1             | 2 | 3                   | 1                   | 2            | 3            |              |              |  |  |           |           |           |           |           |  |  |       |       |       |  |
|  | Real Madrid           | Real Madrid           |                     |                     |               |   |                     |                     |              | 3            |              |              |  |  |           |           |           |           |           |  |  |       |       |       |  |
|  | Manchester United     | Manchester United     | 1                   | 1                   | 2             |   |                     |                     |              |              |              |              |  |  |           |           |           |           |           |  |  |       |       |       |  |
|  | Manchester United     | Manchester United     | 1                   | 1                   | 2             |   | Real Madrid         | Real Madrid         | 3            | 2            | 5            |              |  |  |           |           |           |           |           |  |  |       |       |       |  |
|  |                       |                       |                     |                     |               |   | Real Madrid         | Real Madrid         | 3            | 2            | 5            |              |  |  |           |           |           |           |           |  |  |       |       |       |  |
|  |                       |                       | Galatasaray         | Galatasaray         | 0             | 3 | 3                   |                     |              |              |              |              |  |  |           |           |           |           |           |  |  |       |       |       |  |
|  | Galatasaray           | Galatasaray           | Galatasaray         | Galatasaray         | 0             | 3 | 3                   | 1                   | 3            | 4            |              |              |  |  |           |           |           |           |           |  |  |       |       |       |  |
|  | Galatasaray           | Galatasaray           |                     |                     |               |   |                     |                     |              | 4            |              |              |  |  |           |           |           |           |           |  |  |       |       |       |  |
|  | Schalke 04            | Schalke 04            | 2                   | 1                   | 3             |   |                     |                     |              |              |              |              |  |  |           |           |           |           |           |  |  |       |       |       |  |
|  | Schalke 04            | Schalke 04            | 2                   | 1                   | 3             |   | Borussia Dortmund   | Borussia Dortmund   | 1            |              |              |              |  |  |           |           |           |           |           |  |  |       |       |       |  |
|  |                       |                       |                     |                     |               |   |                     |                     |              |              |              |              |  |  |           |           |           |           |           |  |  |       |       |       |  |
|  |                       |                       | Bayern München      | Bayern München      | 2             |   |                     |                     |              |              |              |              |  |  |           |           |           |           |           |  |  |       |       |       |  |
|  | Arsenal               | Arsenal               | Bayern München      | Bayern München      | 2             | 1 | 2                   | 3                   |              |              |              |              |  |  |           |           |           |           |           |  |  |       |       |       |  |
|  | Arsenal               | Arsenal               |                     |                     |               |   |                     | 3                   |              |              |              |              |  |  |           |           |           |           |           |  |  |       |       |       |  |
|  | Bayern München (i.g.) | Bayern München (i.g.) | 3                   | 0                   | 3             |   |                     |                     |              |              |              |              |  |  |           |           |           |           |           |  |  |       |       |       |  |
|  | Bayern München (i.g.) | Bayern München (i.g.) | 3                   | 0                   | 3             |   | Bayern München      | Bayern München      | 2            | 2            | 4            |              |  |  |           |           |           |           |           |  |  |       |       |       |  |
|  |                       |                       |                     |                     |               |   | Bayern München      | Bayern München      | 2            | 2            | 4            |              |  |  |           |           |           |           |           |  |  |       |       |       |  |
|  |                       |                       | Juventus            | Juventus            | 0             | 0 | 0                   |                     |              |              |              |              |  |  |           |           |           |           |           |  |  |       |       |       |  |
|  | Celtic                | Celtic                | Juventus            | Juventus            | 0             | 0 | 0                   | 0                   | 0            | 0            |              |              |  |  |           |           |           |           |           |  |  |       |       |       |  |
|  | Celtic                | Celtic                |                     |                     |               |   |                     |                     |              | 0            |              |              |  |  |           |           |           |           |           |  |  |       |       |       |  |
|  | Juventus              | Juventus              | 3                   | 2                   | 5             |   |                     |                     |              |              |              |              |  |  |           |           |           |           |           |  |  |       |       |       |  |
|  | Juventus              | Juventus              | 3                   | 2                   | 5             |   | Bayern München      | Bayern München      | 4            | 3            | 7            |              |  |  |           |           |           |           |           |  |  |       |       |       |  |
|  |                       |                       |                     |                     |               |   |                     |                     |              |              |              |              |  |  |           |           |           |           |           |  |  |       |       |       |  |
|  |                       |                       | FC Barcelona        | FC Barcelona        | 0             | 0 | 0                   |                     |              |              |              |              |  |  |           |           |           |           |           |  |  |       |       |       |  |
|  | Valencia CF           | Valencia CF           | FC Barcelona        | FC Barcelona        | 0             | 0 | 0                   | 1                   | 1            | 2            |              |              |  |  |           |           |           |           |           |  |  |       |       |       |  |
|  | Valencia CF           | Valencia CF           |                     |                     |               |   |                     |                     |              | 2            |              |              |  |  |           |           |           |           |           |  |  |       |       |       |  |
|  | Paris Saint-Germain   | Paris Saint-Germain   | 2                   | 1                   | 3             |   |                     |                     |              |              |              |              |  |  |           |           |           |           |           |  |  |       |       |       |  |
|  | Paris Saint-Germain   | Paris Saint-Germain   | 2                   | 1                   | 3             |   | Paris Saint-Germain | Paris Saint-Germain | 2            | 1            | 3            |              |  |  |           |           |           |           |           |  |  |       |       |       |  |
|  |                       |                       |                     |                     |               |   | Paris Saint-Germain | Paris Saint-Germain | 2            | 1            | 3            |              |  |  |           |           |           |           |           |  |  |       |       |       |  |
|  |                       |                       | FC Barcelona (i.g.) | FC Barcelona (i.g.) | 2             | 1 | 3                   |                     |              |              |              |              |  |  |           |           |           |           |           |  |  |       |       |       |  |
|  | AC Milan              | AC Milan              | FC Barcelona (i.g.) | FC Barcelona (i.g.) | 2             | 1 | 3                   | 2                   | 0            | 2            |              |              |  |  |           |           |           |           |           |  |  |       |       |       |  |
|  | AC Milan              | AC Milan              |                     |                     |               |   |                     |                     |              | 2            |              |              |  |  |           |           |           |           |           |  |  |       |       |       |  |
|  | FC Barcelona          | FC Barcelona          | 0                   | 4                   | 4             |   |                     |                     |              |              |              |              |  |  |           |           |           |           |           |  |  |       |       |       |  |

## Nyolcaddöntők
A nyolcaddöntők sorsolását 2012. december 20-án tartották.
| 1. csapat     | Össz.Tooltip Aggregate score | 2. csapat           | 1. mérk. | 2. mérk. |
| ------------- | ---------------------------- | ------------------- | -------- | -------- |
| Galatasaray   | 4–3                          | Schalke 04          | 1–1      | 3–2      |
| Celtic        | 0–5                          | Juventus            | 0–3      | 0–2      |
| Arsenal       | 3–3 (i.g.)                   | Bayern München      | 1–3      | 2–0      |
| Sahtar Doneck | 2–5                          | Borussia Dortmund   | 2–2      | 0–3      |
| AC Milan      | 2–4                          | FC Barcelona        | 2–0      | 0–4      |
| Real Madrid   | 3–2                          | Manchester United   | 1–1      | 2–1      |
| Valencia CF   | 2–3                          | Paris Saint-Germain | 1–2      | 1–1      |
| FC Porto      | 1–2                          | Málaga CF           | 1–0      | 0–2      |

### 1. mérkőzések
Az időpontok közép-európai idő/közép-európai nyári idő szerint értendők.
| 2013. február 12. 20:45 |

| Celtic | 0–3               | Juventus                           |
| ------ | ----------------- | ---------------------------------- |
|        | (0–1) Jegyzőkönyv | Matri 3' Marchisio 77' Vučinić 83' |

| Celtic Park, Glasgow Nézőszám: 57 917 Játékvezető: Alberto Undiano Mallenco (spanyol) |

| 2013. február 12. 20:45 |

| Valencia CF | 1–2               | Paris Saint-Germain     |
| ----------- | ----------------- | ----------------------- |
| Rami 90'    | (0–2) Jegyzőkönyv | Lavezzi 10' Pastore 43' |

| Mestalla Stadion, Valencia Nézőszám: 48 000 Játékvezető: Paolo Tagliavento (olasz) |

| 2013. február 13. 20:45 |

| Sahtar Doneck              | 2–2               | Borussia Dortmund           |
| -------------------------- | ----------------- | --------------------------- |
| Srna 31' Douglas Costa 68' | (1–1) Jegyzőkönyv | Lewandowski 41' Hummels 87' |

| Donbasz Arena, Doneck Nézőszám: 49 050 Játékvezető: Howard Webb (angol) |

| 2013. február 13. 20:45 |

| Real Madrid | 1–1               | Manchester United |
| ----------- | ----------------- | ----------------- |
| Ronaldo 30' | (1–1) Jegyzőkönyv | Welbeck 20'       |

| Santiago Bernabéu stadion, Madrid Nézőszám: 79 429 Játékvezető: Felix Brych (német) |

| 2013. február 19. 20:45 |

| FC Porto     | 1–0               | Málaga CF |
| ------------ | ----------------- | --------- |
| Moutinho 56' | (0–0) Jegyzőkönyv |           |

| Estádio do Dragão, Porto Nézőszám: 42 209 Játékvezető: Mark Clattenburg (angol) |

| 2013. február 19. 20:45 |

| Arsenal      | 1–3               | Bayern München                    |
| ------------ | ----------------- | --------------------------------- |
| Podolski 55' | (0–2) Jegyzőkönyv | Kroos 7' Müller 21' Mandžukić 77' |

| Emirates Stadion, London Nézőszám: 59 974 Játékvezető: Svein Oddvar Moen (norvég) |

| 2013. február 20. 20:45 |

| Galatasaray | 1–1               | Schalke 04 |
| ----------- | ----------------- | ---------- |
| Yılmaz 12'  | (1–1) Jegyzőkönyv | Jones 45'  |

| Türk Telekom Arena, Isztambul Nézőszám: 50 734 Játékvezető: William Collum (skót) |

| 2013. február 20. 20:45 |

| AC Milan                | 2–0               | FC Barcelona |
| ----------------------- | ----------------- | ------------ |
| Boateng 57' Muntari 81' | (0–0) Jegyzőkönyv |              |

| Giuseppe Meazza Stadion, Milánó Nézőszám: 79 532 Játékvezető: Craig Thomson (skót) |

### 2. mérkőzések
| 2013. március 5. 20:45 |

| Manchester United | 1–2               | Real Madrid            |
| ----------------- | ----------------- | ---------------------- |
| Ramos 48' (öngól) | (0–0) Jegyzőkönyv | Modrić 66' Ronaldo 69' |

| Old Trafford, Manchester Játékvezető: Cüneyt Çakır (török) |

| 2013. március 5. 20:45 |

| Borussia Dortmund                        | 3–0               | Sahtar Doneck |
| ---------------------------------------- | ----------------- | ------------- |
| Santana 31' Götze 37' Błaszczykowski 59' | (2–0) Jegyzőkönyv |               |

| Signal Iduna Park, Dortmund Játékvezető: Damir Skomina (szlovén) |

| 2013. március 6. 20:45 |

| Paris Saint-Germain | 1–1               | Valencia CF |
| ------------------- | ----------------- | ----------- |
| Lavezzi 66'         | (0–0) Jegyzőkönyv | Jonas 55'   |

| Parc des Princes, Párizs Játékvezető: Milorad Mažić (szerb) |

| 2013. március 6. 20:45 |

| Juventus                   | 2–0               | Celtic |
| -------------------------- | ----------------- | ------ |
| Matri 24' Quagliarella 65' | (1–0) Jegyzőkönyv |        |

| Juventus Stadion, Torino Játékvezető: Fırat Aydınus (török) |

| 2013. március 12. 20:45 |

| Schalke 04                | 2–3               | Galatasaray                         |
| ------------------------- | ----------------- | ----------------------------------- |
| Neustädter 17' Bastos 63' | (1–2) Jegyzőkönyv | Altıntop 37' Yılmaz 42' Bulut 90+5' |

| Veltins-Arena, Gelsenkirchen Játékvezető: Jonas Eriksson (svéd) |

| 2013. március 12. 20:45 |

| FC Barcelona                      | 4–0               | AC Milan |
| --------------------------------- | ----------------- | -------- |
| Messi 5' 40' Villa 55' Alba 90+2' | (2–0) Jegyzőkönyv |          |

| Camp Nou, Barcelona Játékvezető: Kassai Viktor (magyar) |

| 2013. március 13. 20:45 |

| Málaga CF               | 2–0               | FC Porto |
| ----------------------- | ----------------- | -------- |
| Isco 43' Santa Cruz 77' | (1–0) Jegyzőkönyv |          |

| La Rosaleda, Málaga Játékvezető: Nicola Rizzoli (olasz) |

| 2013. március 13. 20:45 |

| Bayern München | 0–2               | Arsenal                 |
| -------------- | ----------------- | ----------------------- |
|                | (0–1) Jegyzőkönyv | Giroud 3' Koscielny 86' |

| Allianz Arena, München Játékvezető: Pavel Královec (cseh) |

## Negyeddöntők
A negyeddöntők sorsolását 2013. március 15-én tartották.

| 1. csapat           | Össz.Tooltip Aggregate score | 2. csapat         | 1. mérk. | 2. mérk. |
| ------------------- | ---------------------------- | ----------------- | -------- | -------- |
| Málaga CF           | 2–3                          | Borussia Dortmund | 0–0      | 2–3      |
| Real Madrid         | 5–3                          | Galatasaray       | 3–0      | 2–3      |
| Paris Saint-Germain | 3–3 (i.g.)                   | FC Barcelona      | 2–2      | 1–1      |
| Bayern München      | 4–0                          | Juventus          | 2–0      | 2–0      |

### 1. mérkőzések
| 2013. április 2. 20:45 |

| Paris Saint-Germain           | 2–2               | FC Barcelona                  |
| ----------------------------- | ----------------- | ----------------------------- |
| Ibrahimović 79' Matuidi 90+4' | (0–1) Jegyzőkönyv | Messi 38' Xavi 89' (11-esből) |

| Parc des Princes, Párizs Játékvezető: Wolfgang Stark (német) |

| 2013. április 2. 20:45 |

| Bayern München      | 2–0               | Juventus |
| ------------------- | ----------------- | -------- |
| Alaba 1' Müller 63' | (1–0) Jegyzőkönyv |          |

| Allianz Arena, München Játékvezető: Mark Clattenburg (angol) |

| 2013. április 3. 20:45 |

| Málaga CF | 0–0         | Borussia Dortmund |
| --------- | ----------- | ----------------- |
|           | Jegyzőkönyv |                   |

| La Rosaleda, Málaga Játékvezető: Jonas Eriksson (svéd) |

| 2013. április 3. 20:45 |

| Real Madrid                        | 3–0               | Galatasaray |
| ---------------------------------- | ----------------- | ----------- |
| Ronaldo 9' Benzema 29' Higuaín 73' | (2–0) Jegyzőkönyv |             |

| Santiago Bernabéu, Madrid Játékvezető: Svein Oddvar Moen (norvég) |

### 2. mérkőzések
| 2013. április 9. 20:45 |

| Borussia Dortmund                        | 3–2               | Málaga CF              |
| ---------------------------------------- | ----------------- | ---------------------- |
| Lewandowski 40' Reus 90+1' Santana 90+3' | (1–1) Jegyzőkönyv | Joaquín 25' Eliseu 82' |

| Signal Iduna Park, Dortmund Játékvezető: Craig Thomson (skót) |

| 2013. április 9. 20:45 |

| Galatasaray                       | 3–2               | Real Madrid      |
| --------------------------------- | ----------------- | ---------------- |
| Eboué 57' Sneijder 70' Drogba 72' | (0–1) Jegyzőkönyv | Ronaldo 7' 90+2' |

| Türk Telekom Arena, Isztambul Játékvezető: Stéphane Lannoy (francia) |

| 2013. április 10. 20:45 |

| FC Barcelona | 1–1               | Paris Saint-Germain |
| ------------ | ----------------- | ------------------- |
| Pedro 71'    | (0–0) Jegyzőkönyv | Pastore 50'         |

| Camp Nou, Barcelona Játékvezető: Björn Kuipers (holland) |

| 2013. április 10. 20:45 |

| Juventus | 0–2               | Bayern München              |
| -------- | ----------------- | --------------------------- |
|          | (0–0) Jegyzőkönyv | Mandžukić 64' Pizarro 90+1' |

| Juventus Stadion, Torino Játékvezető: Carlos Velasco Carballo (spanyol) |

## Elődöntők
Az elődöntők sorsolását 2013. április 12-én tartották.

| 1. csapat         | Össz.Tooltip Aggregate score | 2. csapat    | 1. mérk. | 2. mérk. |
| ----------------- | ---------------------------- | ------------ | -------- | -------- |
| Bayern München    | 7–0                          | FC Barcelona | 4–0      | 3–0      |
| Borussia Dortmund | 4–3                          | Real Madrid  | 4–1      | 0–2      |

### 1. mérkőzések
| 2013. április 23. 20:45 |

| Bayern München                      | 4–0               | FC Barcelona |
| ----------------------------------- | ----------------- | ------------ |
| Müller 25' 82' Gómez 49' Robben 73' | (1–0) Jegyzőkönyv |              |

| Allianz Arena, München Játékvezető: Kassai Viktor (magyar) |

| 2013. április 24. 20:45 |

| Borussia Dortmund                     | 4–1               | Real Madrid |
| ------------------------------------- | ----------------- | ----------- |
| Lewandowski 8' 50' 55' 66' (11-esből) | (1–1) Jegyzőkönyv | Ronaldo 43' |

| Signal Iduna Park, Dortmund Játékvezető: Björn Kuipers (holland) |

### 2. mérkőzések
| 2013. április 30. 20:45 |

| Real Madrid           | 2–0               | Borussia Dortmund |
| --------------------- | ----------------- | ----------------- |
| Benzema 83' Ramos 88' | (0–0) Jegyzőkönyv |                   |

| Santiago Bernabéu, Madrid Játékvezető: Howard Webb (angol) |

| 2013. május 1. 20:45 |

| FC Barcelona | 0–3               | Bayern München                          |
| ------------ | ----------------- | --------------------------------------- |
|              | (0–0) Jegyzőkönyv | Robben 49' Piqué 72' (öngól) Müller 76' |

| Camp Nou, Barcelona Játékvezető: Damir Skomina (szlovén) |

## Döntő
| 2013. május 25. 20:45 (CEST) |

| Borussia Dortmund       | 1–2               | Bayern München           |
| ----------------------- | ----------------- | ------------------------ |
| Gündoğan 68' (11-esből) | (0–0) Jegyzőkönyv | Mandžukić 60' Robben 89' |

| Wembley Stadion, London Nézőszám: 86 298 Játékvezető: Nicola Rizzoli (olasz) |